# Pietro I di Foix
Pietro I Bernardo di Foix; in francese: Pierre Bernard de Foix (seconda decade dell'XI secolo – 1071 circa) è stato un nobile francese, conte di Couserans dal 1034 circa, e poi conte di Carcassonne e di Foix dal 1064 circa fino alla sua morte.

## Origine

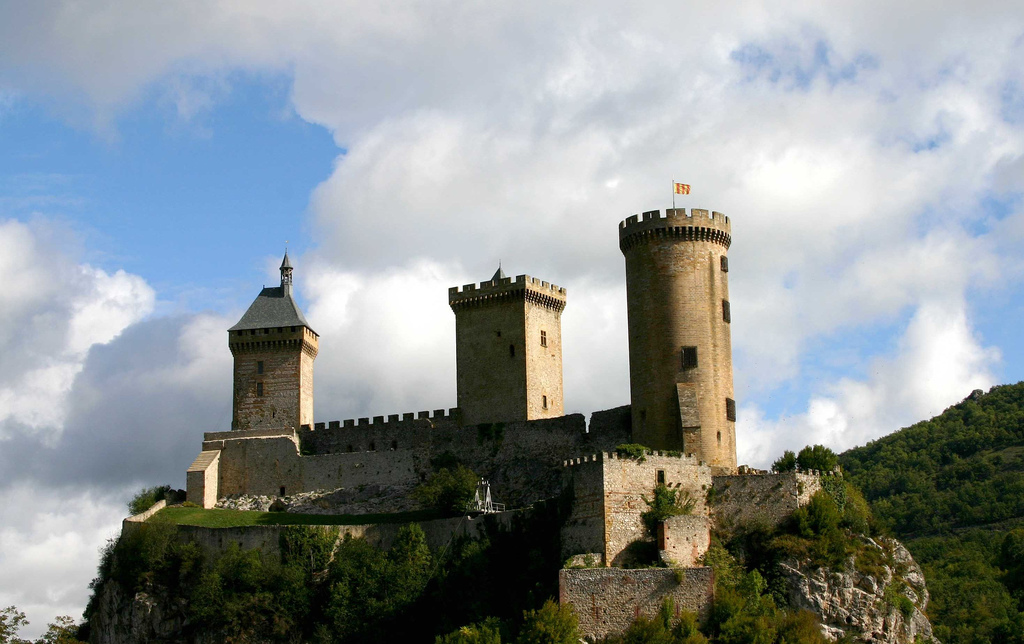
Il castello di Foix

Secondo la Genealogie des comtes de Carcassonne, de Razes et de Foix, Pietro Bernardo era il figlio maschio terzogenito del conte di Carcassonne e di Couserans, primo Conte di Foix e poi conte di Bigorre, Bernardo Ruggero e della Contessa di Bigorre, Gersenda, come ci viene confermato dal documento n° XXXVIII dei Documents de la Histoire du Comté et de la Vicomté de Carcassonne, che, secondo La Vasconie. Tables Généalogiques, era l'unica figlia del Conte di Bigorre, Garcia Arnaldo e della moglie, Riccarda, figlia del visconte di Astarac, Garcia Arnaldo.

Bernardo Ruggero di Foix era il secondo figlio maschio del conte di Carcassonne e di Couserans, Ruggero I (930/40- dopo Aprile 1011) e di Adele di Pons († dopo Aprile 1011), come ci viene confermato dal documento n° 134 delle Preuves de l'Histoire Générale de Languedoc, Tome V inerente ad una donazione in cui viene citato coi genitori.

## Biografia
Suo padre, Bernardo Ruggero, morì intorno al 1037 e venne sepolto a Foix, nel monastero che aveva fatto erigere.
Alla morte di Bernardo Ruggero i tre figli maschi maggiori ereditarono rispettivamente:
- Bernardo, il primogenito, la contea di Bigorre[6]
- Ruggero, il secondogenito la contea di Foix e parte di quella di Carcassonne[6]
- Pietro Bernardo, il terzogenito la contea di Couserans[6].

Di Pietro Bernardo, conte di Couserans, si hanno scarse notizie.
Pietro Bernardo divenne anche conte di Foix, nel 1064, anno della morte di suo fratello, Ruggero I, che morì senza lasciare eredi.
Il documento n° 110 del Recueil des chartes de l'Abbaye de La Grasse. T. I, 779-1119, di data imprecisata, ma posteriore al 1064, inerente alla rinuncia ad una requisizione a favore dei monaci di Camon, ci conferma che Pietro Bernardo era conte di Foix (Petrus Bernardi comes de Alberga et de Forcia); il documento fu controfirmato anche dal figlio Ruggero (Rodgerii comitis filii sui).
Pietro Bernardo (Petrus-Bernardi comes de alberga et de forcia) viene citato insieme al figlio, Ruggero (consilio Rodgerii comitis filii sui), ancora nel documento n° 291, del 1070, delle Preuves de l'Histoire Générale de Languedoc, Tome V, inerente alla vendita di alcuni diritti al monastero di Camon.
Pietro Bernardo morì nel 1071 e, nella contea di Foix, gli succedette il figlio Ruggero (Ruggero II), che in quello stesso anno, nel documento n° 301 delle Preuves de l'Histoire Générale de Languedoc, Tome V, compare come testimone col titolo di conte di Foix (Rodgarii comitis de Fuxo).

## Matrimonio e discendenza
Pietro Bernardo aveva sposato Letgarda, una nobile di origine ignota; il nome della moglie, Letgarda, ci viene confermato anche dal documento n° 312.I della Histoire Générale de Languedoc, Preuves, Tome V, inerente ad una donazione del 1074 del figlio, Ruggero, assieme alla madre, Letgarda.
Pietro Bernardo da Letgarda ebbe due figli:
- Ruggero[6] ( † 1124), conte di Foix[10] e di Carcassonne
- Pietro[6] ( † dopo il 1084), che ebbe il titolo di conte[13].

## Ascendenza
|                           |   |                        | Genitori              |  |  | Nonni |  |  | Bisnonni             |  |  | Trisnonni                 |  |
|                           |   |                        |                       |  |  |       |  |  | Arnaldo di Comminges |  |  | Garcia Arnaldo di Astarac |  |
|                           |   |                        |                       |  |  |       |  |  | Arnaldo di Comminges |  |  | Garcia Arnaldo di Astarac |  |
|                           |   | …                      |                       |  |  |       |  |  | Arnaldo di Comminges |  |  |                           |  |
| Ruggero I di Carcassonne  |   |                        |                       |  |  |       |  |  | Arnaldo di Comminges |  |  |                           |  |
|                           |   | Arsinda di Carcassonne | …                     |  |  |       |  |  |                      |  |  |                           |  |
|                           |   | Arsinda di Carcassonne | …                     |  |  |       |  |  |                      |  |  |                           |  |
|                           |   | Arsinda di Carcassonne | …                     |  |  |       |  |  |                      |  |  |                           |  |
| Bernardo Ruggero di Foix  |   | Arsinda di Carcassonne |                       |  |  |       |  |  |                      |  |  |                           |  |
|                           |   | Bernardo di Melgueil   | …                     |  |  |       |  |  |                      |  |  |                           |  |
|                           |   | Bernardo di Melgueil   | …                     |  |  |       |  |  |                      |  |  |                           |  |
|                           |   | Bernardo di Melgueil   | …                     |  |  |       |  |  |                      |  |  |                           |  |
| Adele di Pons             |   | Bernardo di Melgueil   |                       |  |  |       |  |  |                      |  |  |                           |  |
|                           |   | Sénégonde di Rouergue  | Baldovino di Pons     |  |  |       |  |  |                      |  |  |                           |  |
|                           |   | Sénégonde di Rouergue  | Baldovino di Pons     |  |  |       |  |  |                      |  |  |                           |  |
|                           |   | Sénégonde di Rouergue  | …                     |  |  |       |  |  |                      |  |  |                           |  |
| Pietro I di Foix          |   | Sénégonde di Rouergue  |                       |  |  |       |  |  |                      |  |  |                           |  |
|                           | … | …                      |                       |  |  |       |  |  |                      |  |  |                           |  |
|                           | … | …                      |                       |  |  |       |  |  |                      |  |  |                           |  |
|                           | … | …                      |                       |  |  |       |  |  |                      |  |  |                           |  |
| Garcia Arnaldo di Bigorre | … |                        |                       |  |  |       |  |  |                      |  |  |                           |  |
|                           |   | …                      | …                     |  |  |       |  |  |                      |  |  |                           |  |
|                           |   | …                      | …                     |  |  |       |  |  |                      |  |  |                           |  |
|                           |   | …                      | …                     |  |  |       |  |  |                      |  |  |                           |  |
| Garsenda di Bigorre       |   | …                      |                       |  |  |       |  |  |                      |  |  |                           |  |
|                           |   | Arnaldo di Bigorre     | Raimondo I di Bigorre |  |  |       |  |  |                      |  |  |                           |  |
|                           |   | Arnaldo di Bigorre     | Raimondo I di Bigorre |  |  |       |  |  |                      |  |  |                           |  |
|                           |   | Arnaldo di Bigorre     | Garsenda d'Astarac    |  |  |       |  |  |                      |  |  |                           |  |
| Riccarda di Astarac       |   | Arnaldo di Bigorre     |                       |  |  |       |  |  |                      |  |  |                           |  |
|                           |   | …                      | …                     |  |  |       |  |  |                      |  |  |                           |  |
|                           |   | …                      | …                     |  |  |       |  |  |                      |  |  |                           |  |
|                           |   | …                      | …                     |  |  |       |  |  |                      |  |  |                           |  |
|                           |   | …                      |                       |  |  |       |  |  |                      |  |  |                           |  |

### Fonti primarie
- (LA)  Histoire Générale de Languedoc, Preuves, Tome V.
- (LA)  Recueil des chartes de l'Abbaye de La Grasse. T. I, 779-1119.

### Letteratura storiografica
- (FR)  Histoire du Comté et de la Vicomté de Carcassonne.
- (FR)  LA VASCONIE.